# Helmut Zwanger
Helmut Zwanger (* 1942) ist ein deutscher evangelischer Pfarrer und Schriftsteller.

## Leben
Helmut Zwanger studierte von 1964 bis 1970 Evangelische Theologie an der Ruprecht-Karls-Universität Heidelberg und der Eberhard Karls Universität Tübingen. In Tübingen war er von 1970 bis 1972 wissenschaftlicher Assistent am Lehrstuhl von Hartmut Gese und von 1972 bis 1973 am Lehrstuhl von Eberhard Jüngel. Von 1973 bis 1976 war Zwanger Repetent am  Evangelischen Stift Tübingen. Im Jahr 1974 wurde er an der Evangelisch-theologischen Fakultät der Eberhard Karls Universität Tübingen mit der Dissertation „Sage und Mythos in Karl Barths  Kirchlicher Dogmatik. Ein Beitrag zum Verständnis Barthscher Hermeneutik“ promoviert. Nach seiner zweiten theologischen Dienstprüfung im Jahr 1975 trat er 1976 den Pfarrdienst an der Martinskirche (Sindelfingen) an und war in dieser Zeit auch Vorstand der Familienbildungsstätte Sindelfingen. Ab 1989 bis zum Ruhestand im Jahr 2005 war Zwanger dann als Geschäftsführender Pfarrer an der Martinskirche Tübingen und zugleich als Ausbildungspfarrer tätig.

## Wirken
Sein Wirken ist vor allem durch sein Engagement im Bereich des Kirchenasyls
und des  jüdisch-christlichen Dialogs geprägt. Ein Studien-Aufenthalt an der Dormitio-Abtei in Jerusalem im Jahr 1994 war ein wichtiger Baustein für seine Israel-Trilogie (1994/1998/2000), dem ersten großen Werk als Dichter und Schriftsteller. Weitere wichtige Werke sind „Gott im Gedicht. Eine Anthologie zur deutschsprachigen Lyrik von 1945 bis heute“ (2007) und „Albrecht Goes. Freund Martin Bubers und des Judentums“ (2008).

## Werke
Als Autor:
- Sage und Mythos in Karl Barths Kirchlicher Dogmatik. Ein Beitrag zum Verständnis Barthscher Hermeneutik. 1974 (Dissertation, Universität Tübingen, 1974).
- Israel, o Israel. Gedichte. Aachen 1994, ISBN 3-89514-012-0.
- Licht und schlicht – wann? Gedichte. Aachen 1998, ISBN 3-89514-144-5.
- Wort. Wo bist du? Gedichte. Tübingen 2000, ISBN 3-931402-62-2.
- Morgenlicht. Gedichte. Tübingen 2004, ISBN 3-937667-63-6.
- Albrecht Goes. Freund Martin Bubers und des Judentums. Eine Hommage. Tübingen 2008, ISBN 978-3-940086-15-0.
- Tübinger Israeltrilogie. Gedichte 1980–2012. Tübingen 2012, ISBN 978-3-86351-049-7.

Als Herausgeber:
- Gott im Gedicht. Eine Anthologie zur deutschsprachigen Lyrik von 1945 bis heute. Tübingen 2007, ISBN 978-3-940086-03-7.
- mit Karl-Josef Kuschel: Gottesgedichte. Ein Lesebuch zur deutschen Lyrik nach 1945. Tübingen 2011, ISBN 978-3-86351-006-0.
- mit Henriette Herwig: Altershalber. Gedichte aus acht Jahrhunderten. Tübingen 2015, ISBN 978-3-86351-089-3.